# Berzence
Berzence nagyközség Somogy vármegyében, a Csurgói járásban.

## Fekvése
A horvát-magyar határátkelőhellyel rendelkező község közúton Nagyatád, Csurgó és Barcs felől közelíthető meg, vasúton pedig a Gyékényes–Pécs-vasútvonalon. Központja déli részén a 681-es főút halad keresztül, amelybe Barcs-Babócsa irányából a 6801-es út torkollik be, Csurgó-Iharosberény irányában pedig a 6819-es út indul innen.

## Története
Berzence nevét az 1332-1337 évi pápai tizedjegyzék említette először, tehát már ekkor egyháza is volt.
1377-ben Berzencét tartozékaival együtt a Pécz nemzetségbeli Lóránt szerezte meg, akinek utódai magukat innen Berzenczei Lorántfiaknak nevezték. Fia, Berzenczei Lorántfi György1406-ban és 1418-ban új adománylevelet nyert a helységre, mely ekkor vámhely is volt. Fiai, Sandrin és László, 1463-ban egyezkedtek Berzencze és Szenterzsébet fölött. 1468-ban berzenczei és szenterzsébeti kastélyaikat Szenterzsébeti Forster Györgynek idegenítették el. 1473-ban Berzenczei László itteni birtokaiba özvegyét és Szentgyörgyi Vincze Péter özvegyét iktatták be zálogképen. 1477-ben Forster György, Vincze Péter özvegyétől, a nála zálogban levő birtokrészeket visszaváltotta, ezzel az egész helységnek birtokosa lett. 1490-ben Keresztelő Szent János tiszteletére épült egyházát is említették az oklevelek. Forster György 1481-ben Tolnai Bornemisza Jánost osztályos testvérévé fogadta. 1486-ban azonban Forster és neje, Csapi Ilona, szerződésre léptek Nagylucsei Orbán győri püspök királyi kincstartóval, mely szerint Forster a leányát a püspök unokaöccsének, a nyolcéves Ferencnek eljegyezve, megegyeztek, hogy örökösök nélkül leendő kihalásuk esetére birtokaik kölcsönösen egymásra szálljanak, Berzence vára pedig Forster György halála után Ilona asszonyra szálljon.
1550-ben Zalai Kelemen volt a földesura. Szigetvár elestének (1566) hírére az őrség kiszökött a várból, amelyet a török kardcsapás nélkül elfoglalt. A törökök Berzenczét egy járás székhelyévé tették, várát pedig megerősítették. Az 1568-1569 évi zsoldlajstrom szerint az őrség 379 emberből állt. 1571-ben a berzenczei járás megszűnt és a helység a görösgali járáshoz tartozott. Ekkor csak 5 házból állt. 1594-ben Zrínyi György tárnokmester visszafoglalta a várat, de csakhamar ismét török kézbe került. Az 1618-1619 évi zsoldlajstrom adatai szerint a török őrség 349 emberből állt. Az 1664 évi téli hadjárat alatt a keresztény hadak ismét visszafoglalták a várat.
1701-1703-ban Berzence a Szalay család birtoka volt. 1715-ben 20 háztartását írták össze. 1726-ban a Szalay család, 1757-ben Niczky György tanácsos, 1776-ban gróf Niczky Kristóf, 1835-ben gróf Festetics László volt a helység földesura. A 20. század elején herceg Festetics Taszilónak volt a nagyobb birtokosa, akinek itt szép kastélya is volt, csinos vendégházzal. A kastélybeli termek falait Pausinger-féle hatalmas vadászati festmények és erdőrészletek borították. 1758 április 10-én és 1811 szeptember 27-én országos vásárok tartására is szabadalmat nyert a település.
Van olyan forrás, amely szerint 1867-ben Berzencén nyílt meg Somogy vármegye első óvodája, bár más forrás szerint 1866-ban Bálványoson is létesült óvoda.

## Berzence egykori és jelenlegi részei
Lankócz neve az 1332-1337 évi pápai tizedjegyzékben is előfordult. 1406-ban már két helység; Egyházas és Felrét-Lankócz, melyeket Berzenczei Lorántfi György kapott adományként. 1481-ben mindkét helység Szenterzsébeti Forster György birtoka, aki felerészét Bornemisza Jánosnak engedte át. 1726-ban Felső-Lankócz- és Alsó-Lankócz-puszták a Szalay családé voltak.
Atak falu a mai Lankócz szomszédságában feküdt. Ugyancsak szerepelt az 1332-1337 évi pápai tizedjegyzékben, tehát már plébániája is volt.
Berzence mellett fekszik Vecsernye-puszta is. Neve a középkorban Vecsenye alakban fordult elő és 1454-1498-ban a vránai perjelség birtoka volt.
Berzence szomszédságában feküdt Szenterzsébet is, Lankócz szomszédságában pedig Mindszent. Mind a két falu szerepelt már az 1332-37. évi pápai tizedjegyzékben is. A török időkben teljesen elpusztultak.
Berzencéhez tartoztak még a következő lakott helyek: Keresztfai-puszta, Perdócz-major, Garics-puszta, György-major (azelőtt Koplaló) és Vadaskerti-major.

## Idegen elnevezései
Horvátul a falunak két neve van. A felsőszentmártoni horvátok Brežnjicának, a vízvári horvátok Breznicának hívják.

## Közélete

### Polgármesterei
- 1990–1994: Kovács Zoltán (KDNP)[6]
- 1994–1998: Kovács Zoltán (független)[7]
- 1998–2002: Kovács Zoltán (független)[8]
- 2002–2006: Kovács Zoltán (független)[9]
- 2006–2010: Kovács Zoltán (független)[10]
- 2010–2014: Kovács Zoltán (független)[11]
- 2014–2019: Kovács Zoltán (független)[12]
- 2019–2024: Kovács Zoltán (független)[13]
- 2024– : Keszericze István (független)[1]

## Népesség
A település népességének változása:
| Lakosok száma | 2602 | 2553 | 2574 | 2455 | 2295 | 2265 | 2262 |
|               | 2013 | 2014 | 2015 | 2021 | 2022 | 2023 | 2024 |

A 2011-es népszámlálás során a lakosok 85,7%-a magyarnak, 4,9% cigánynak, 0,4% horvátnak, 0,3% németnek mondta magát (14,2% nem nyilatkozott; a kettős identitások miatt a végösszeg nagyobb lehet 100%-nál). A vallási megoszlás a következő volt: római katolikus 71,1%, református 2,5%, evangélikus 0,9%, felekezet nélküli 3,8% (21,4% nem nyilatkozott).
2022-ben a lakosság 94,1%-a vallotta magát magyarnak, 3,6% cigánynak, 0,5% horvátnak, 0,3% németnek, 0,1-0,1% görögnek, románnak és szlováknak, 1,3% egyéb, nem hazai nemzetiségűnek (5,6% nem nyilatkozott; a kettős identitások miatt a végösszeg nagyobb lehet 100%-nál). Vallásuk szerint 58,7% volt római katolikus, 3,8% református, 1% evangélikus, 0,3% görög katolikus, 0,3% egyéb keresztény, 1,1% egyéb katolikus, 6,4% felekezeten kívüli (28,3% nem válaszolt).

## Nevezetességei
- Festetics-kastély
- Római katolikus barokk templom (1767)
- Berzence várának maradványai
- Jankovics Imre (1885-?) berezncei pásztor, virtuóz dudajátékával a somogyi dudazene egyik legismertebb adatközlője.
- A 18. században épült egykori Postafogadó[16]

### Képek

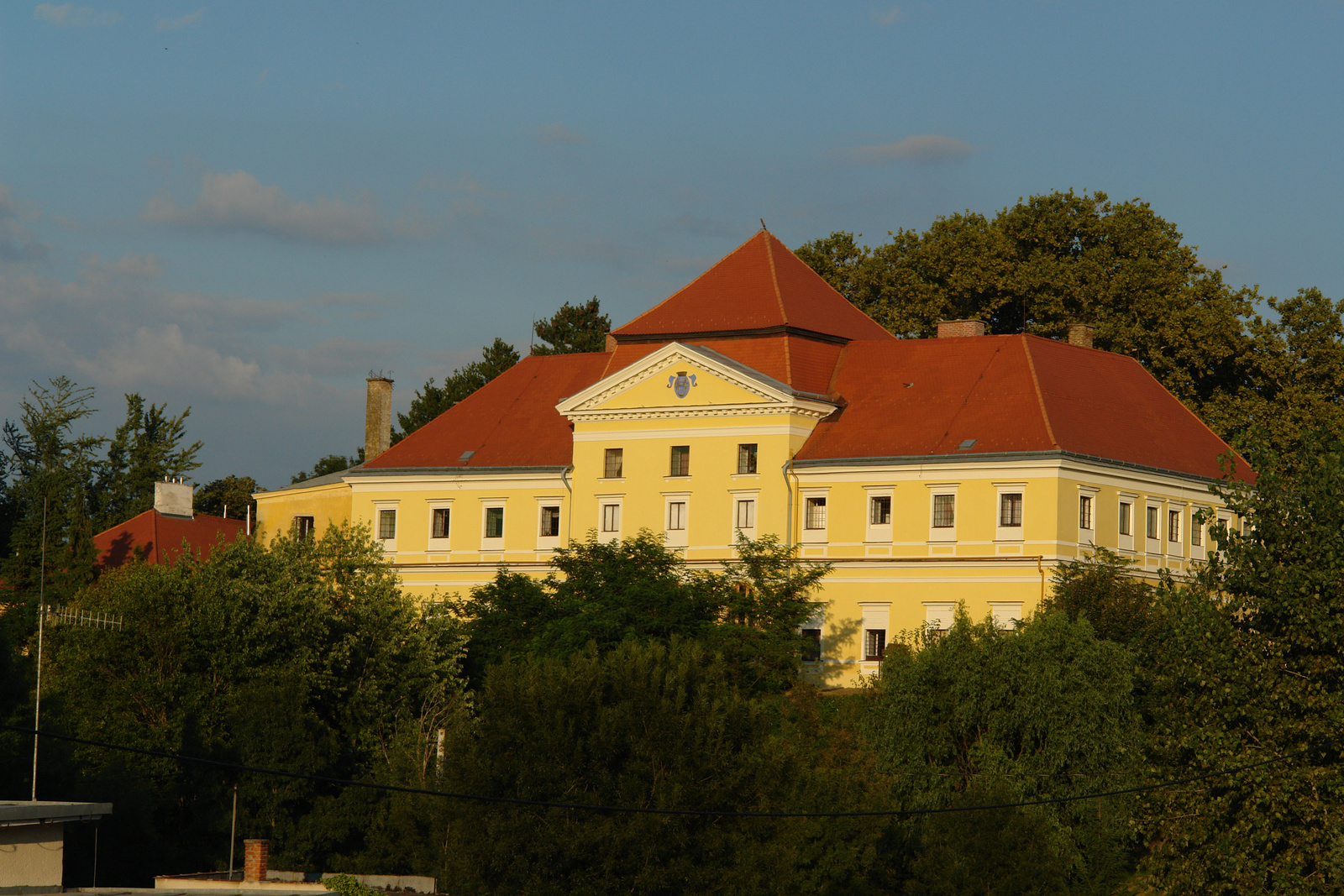
A Festetics-kastély
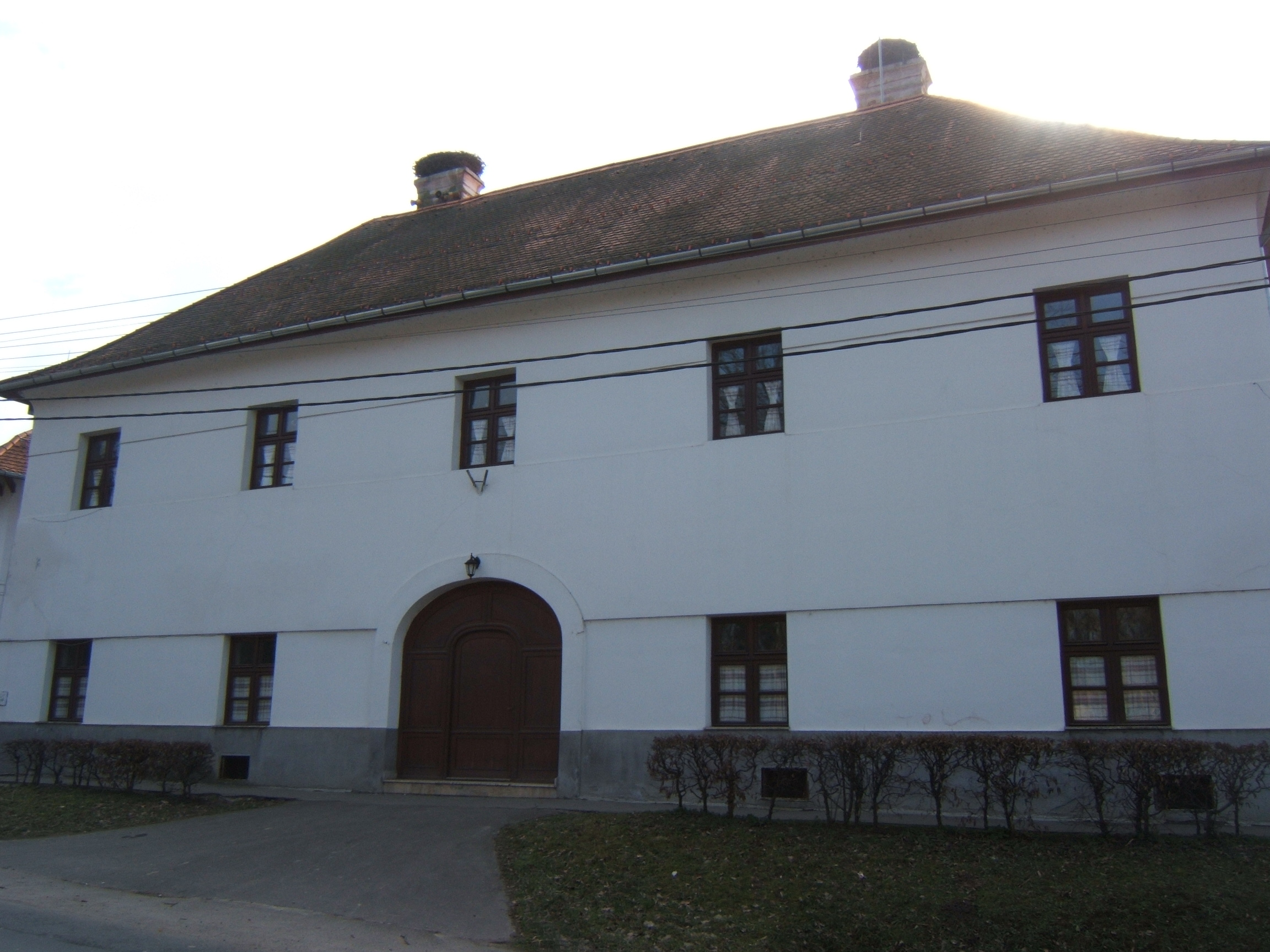
A 18. században épült egykori Postafogadó
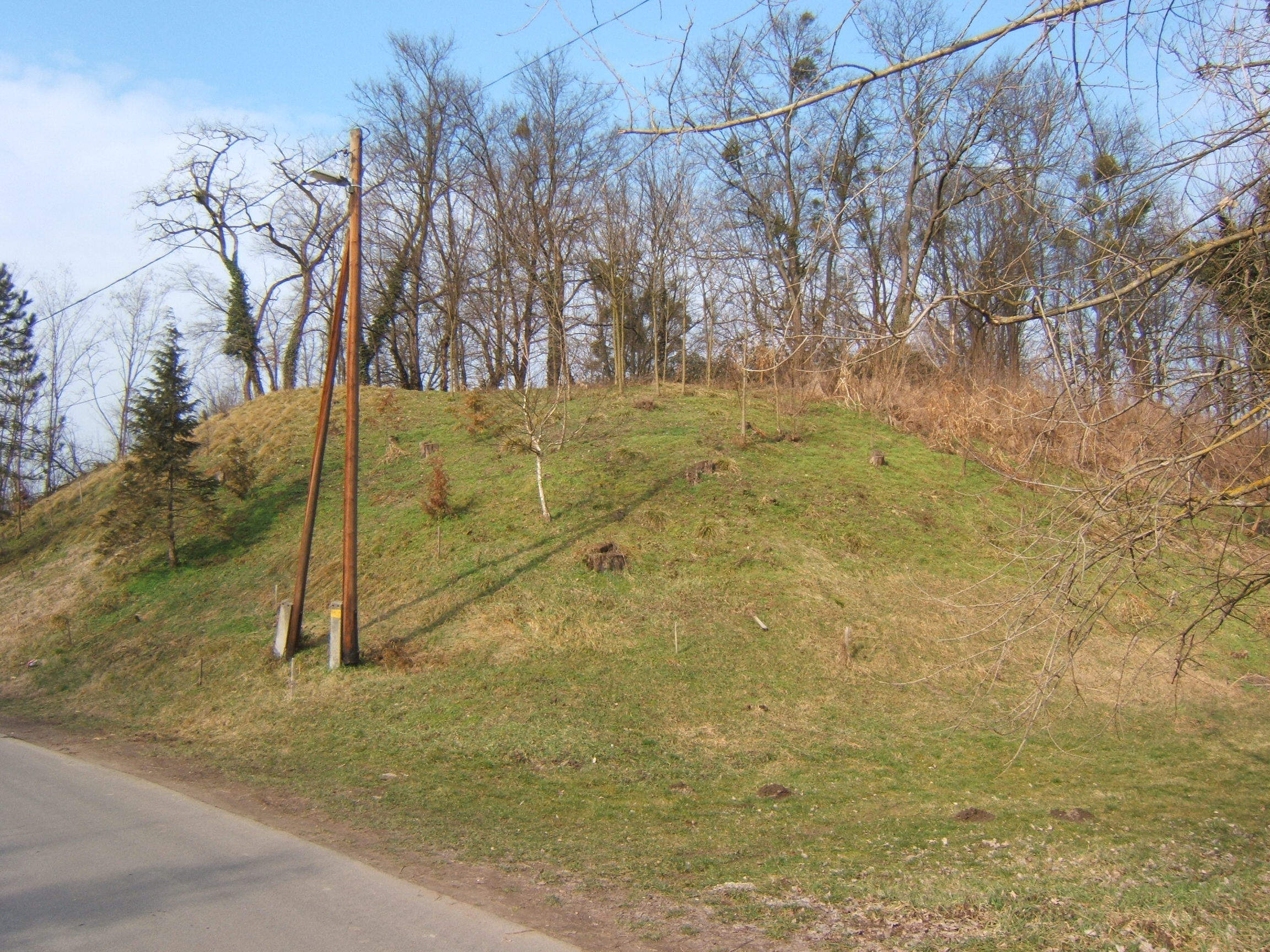
Várdomb
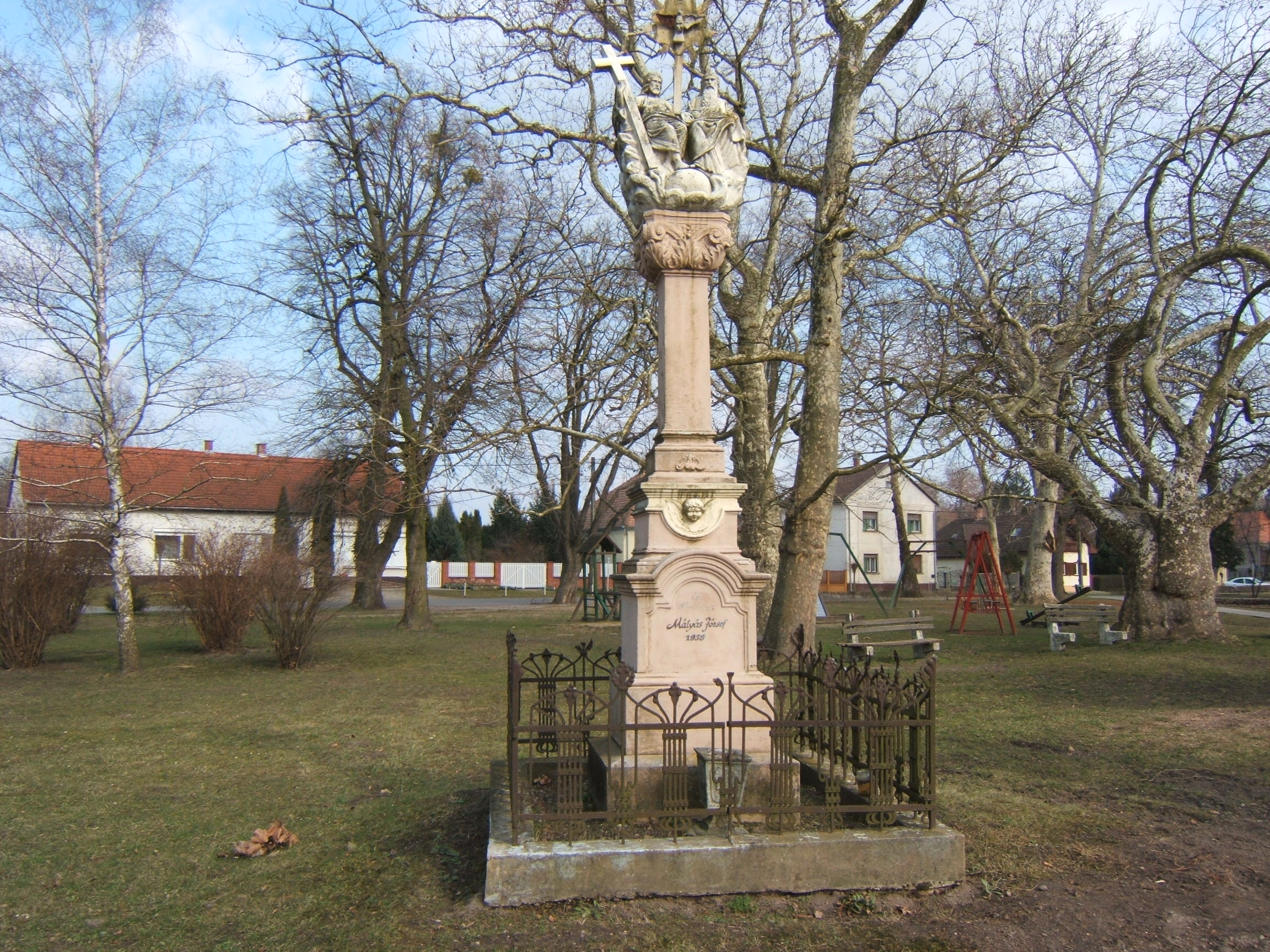
87 éves Szentháromság-szobor
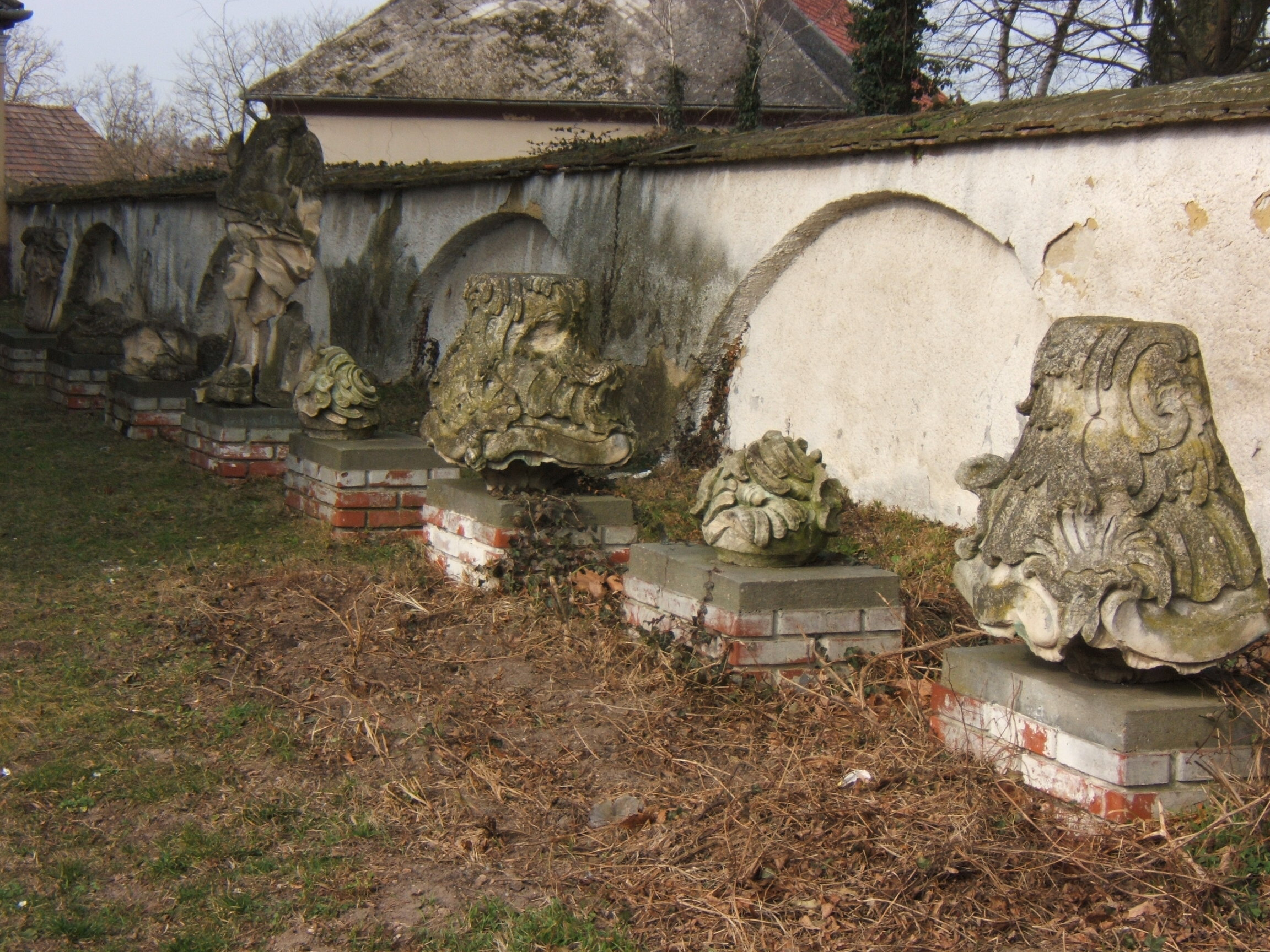
Kőfaragványok a templom közelében